# ووچیاپینگین
| سامانه   | ردیف       | اشکوب       | سن (میلیون سال پیش) |
| -------- | ---------- | ----------- | ------------------- |
| تریاس    | پیشین      | ایندوئن     | → پس از آن          |
| پرمین    | لوپینجین   | چانگسینگین  | ۲۵۲٫۲–۲۵۴٫۱         |
| پرمین    | لوپینجین   | ووچیاپینگین | ۲۵۴٫۱–۲۵۹٫۸         |
| پرمین    | گوادالوپین | کاپیتانین   | ۲۵۹٫۸–۲۶۵٫۱         |
| پرمین    | گوادالوپین | ووردین      | ۲۶۵٫۱–۲۶۸٫۸         |
| پرمین    | گوادالوپین | رودین       | ۲۶۸٫۸–۲۷۲٫۳         |
| پرمین    | سیسورالین  | کونگورین    | ۲۷۲٫۳–۲۸۳٫۵         |
| پرمین    | سیسورالین  | آرتینسکین   | ۲۸۳٫۵–۲۹۰٫۱         |
| پرمین    | سیسورالین  | ساکمارین    | ۲۹۰٫۱–۲۹۵٫۰         |
| پرمین    | سیسورالین  | آسلین       | ۲۹۵٫۰–۲۹۸٫۹         |
| کربونیفر | پنسیلوانین | گژلین       | → پیش از آن         |

ووچیاپینگین (انگلیسی: Wuchiapingian) یا ووجیاپینگین (انگلیسی: Wujiapingian) در مقیاس زمانی زمین‌شناسی، اشکوب زیرین یا نخستین عصر از ردیف لوپینگین در دوره پرمین به‌شمار می‌رود. ووچیاپینگین در ستون چینه‌شناسی پس از اشکوب کاپیتانین و پیش از چانگسینگین جای می‌گیرد. اشکوب ووچیاپینگین از حدود ۰٫۴ ± ۲۵۹٫۸ میلیون سال پیش آغاز شده و تا ۰٫۰۷ ± ۲۵۴٫۱۴ میلیون سال پیش ادامه یافت.